# M Creek
M Creek är ett vattendrag i Kanada.   Det ligger i Greater Vancouver Regional District och provinsen British Columbia, i den sydvästra delen av landet, 3 500 km väster om huvudstaden Ottawa.
I omgivningarna runt M Creek växer i huvudsak barrskog. Runt M Creek är det mycket glesbefolkat, med 3 invånare per kvadratkilometer.